# Triumphwagen
Der Triumphwagen (auch Ehrenwagen oder Siegeswagen, lat. currus triumphalis) ist ein vorwiegend mittelalterliches Motiv mit dem historischen Hintergrund der griechisch-römischen Quadriga, einem vom offenen Streit-, Renn- oder Triumphwagen aus gelenktes Viergespann.

## Das Motiv in der Antike
Aus diesem Wagen wurde schon in der vorchristlichen Antike ein Triumphwagen verschiedener Götter, beginnend mit dem Sonnengott Helios, dessen Triumphwagen daher auch Sonnenwagen genannt wird. In der Spätantike fand sich dieses Motiv zum Beispiel in der römischen Provinz Africa (heute: Tunesien) auf einem Mosaik – mit Dionysos als Lenker. Auf einem Sarkophag aus dem 2. Jh. v. Chr. wurde der Triumphzug von Bacchus und Ariadne dargestellt. Auch für nahezu alle anderen römischen Götter findet sich eine Darstellung, insbesondere bei Apollon, Amor, Jupiter und Minerva.
Das Motiv des Fahrzeuges wurde schließlich auch auf die triumphierenden Kaiser angewendet, unter anderem bei Tiberius auf dem "Becher von Boscoreale" aus der 1. Hälfte des 1. Jahrhunderts und bei Titus auf dem Titusbogen in Rom.

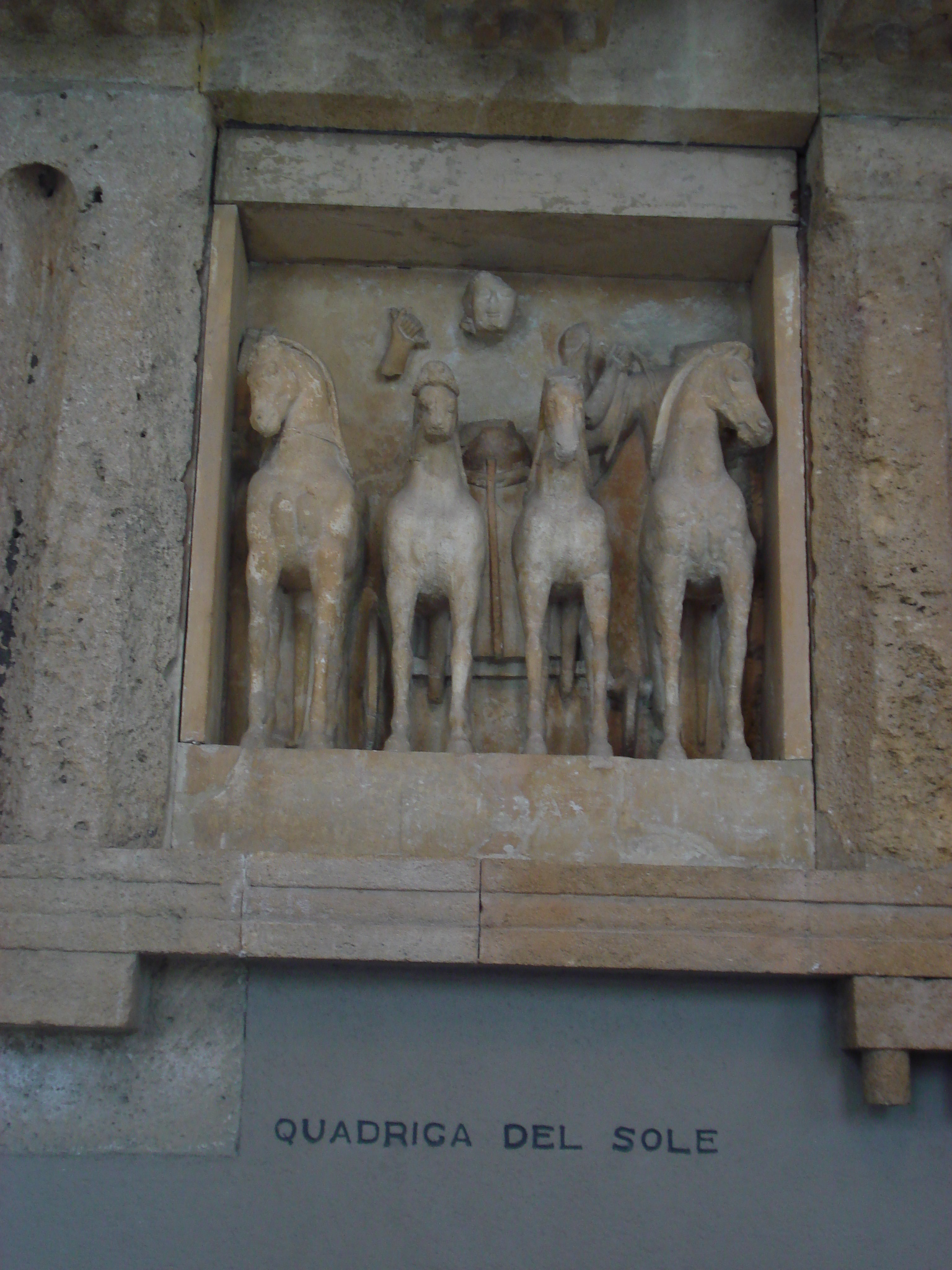
Sonnenwagen – Quadriga des Sonnengottes Helios 6. Jahrhundert v. Chr.
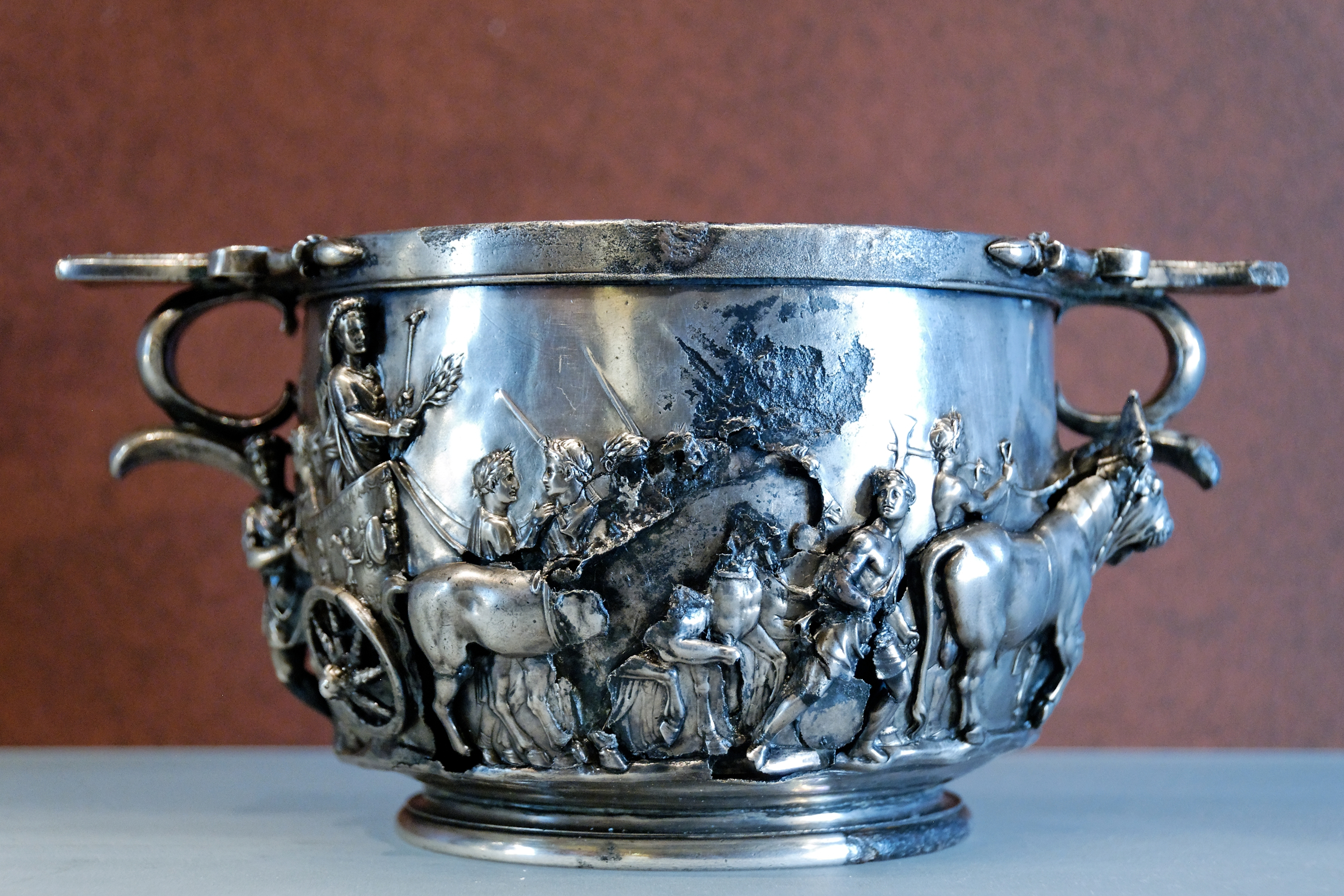
Triumphwagen von Kaiser Tiberius, 1. Hälfte des 1. Jahrhunderts n. Chr.
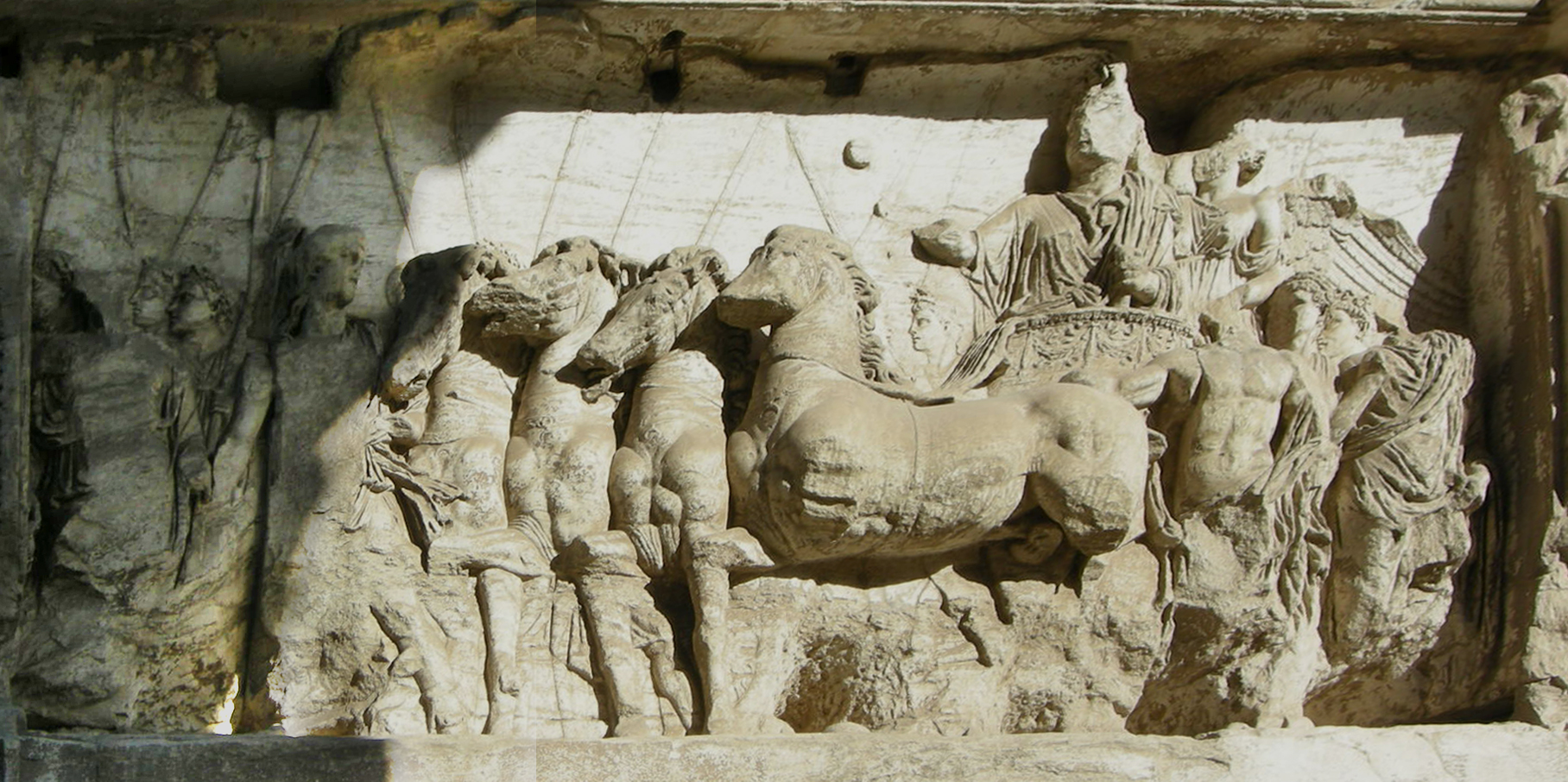
Triumphwagen auf dem Titusbogen in Rom
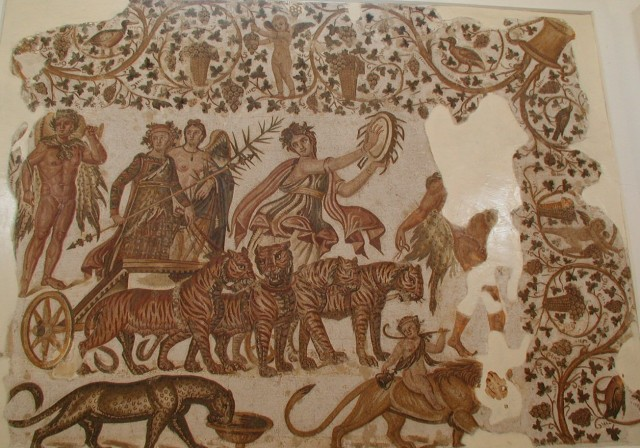
Triumph des Bacchus, 3. Jahrhundert n. Chr.

## Das Motiv im Mittelalter
Das Motiv bei Dante Alighieri

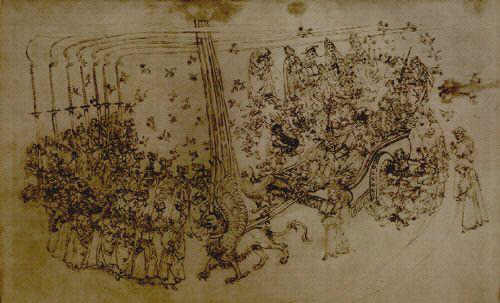
Botticelli: Purgatorio XXX, Beatrice

Im irdischen Paradies auf dem Gipfel des Läuterungsbergs trifft Dante auf die Seelen, die ihre Sühne vollendet haben und auf den Eintritt in das Paradies warten. Er sieht einen Siegeszug, dessen Mittelpunkt ein von einem Greifen gezogener carro trionfale ist, welcher die Kirche symbolisieren soll. Im Verlauf dieser Prozession trifft er auf Beatrice, seine große Liebe aus der Vita Nuova.
Der Karren der Kirche verwandelt sich durch die verschiedensten äußeren Einflüsse in ein abscheuliches Ungetüm, auf welchem die Hure Babylon Platz nimmt.
Das Motiv bei Francesco Petrarca
Auch die Triumphschilderungen des Francesco Petrarca (1304–1374) in seiner Versdichtung Trionfi wurden vorwiegend antikisierend als Triumphwagen gemalt und gestochen, unter anderem von Philipp Galle († 1612) nach Inventionen von Maarten van Heemskerck († 1574) und von Georg Pencz († 1550), und das obwohl Petrarca selbst den Wagen in seiner Schrift Trionfi nur für die Liebe erwähnt.

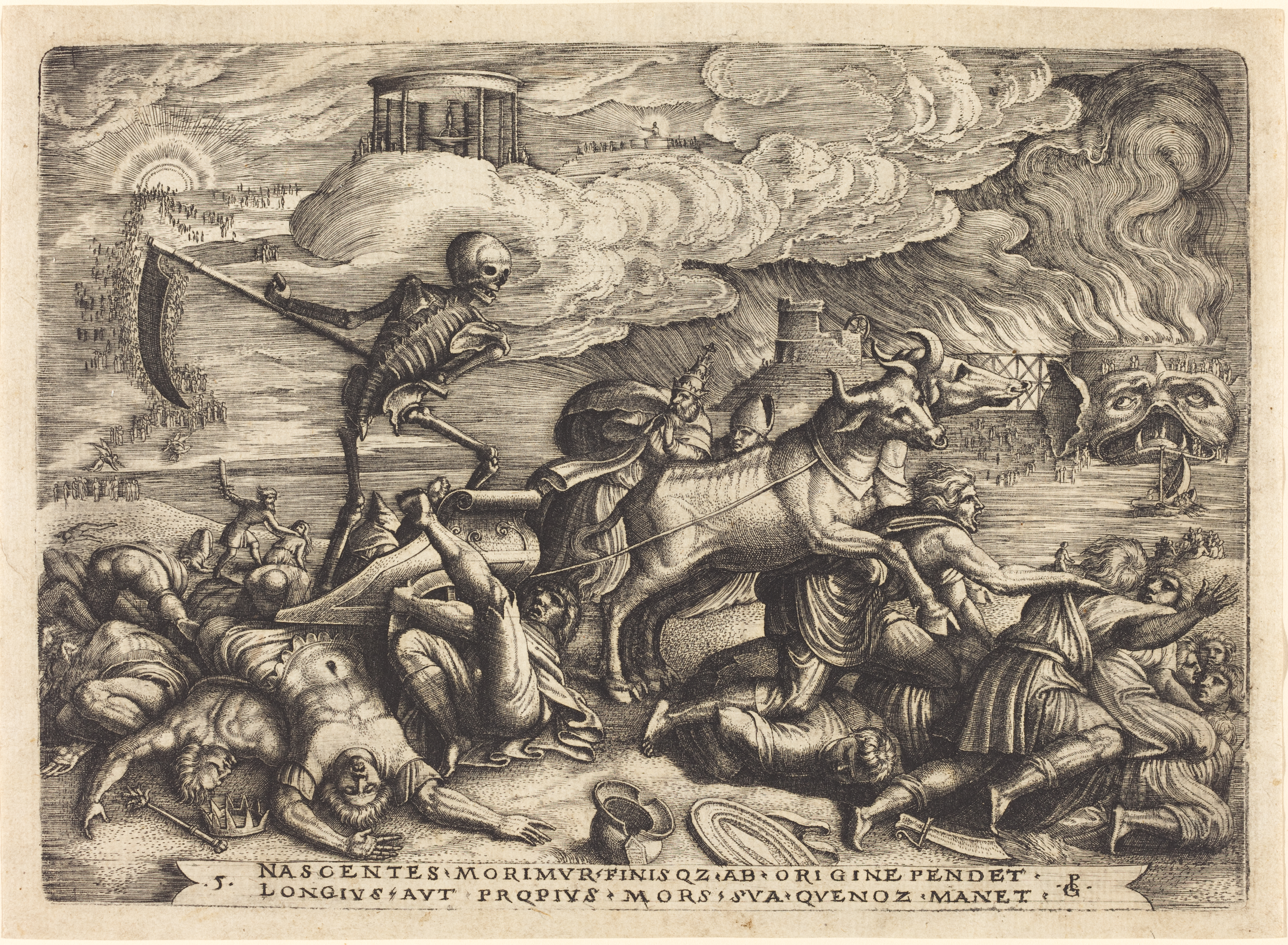
Triumph des Todes (Pencz), National Gallery of Art
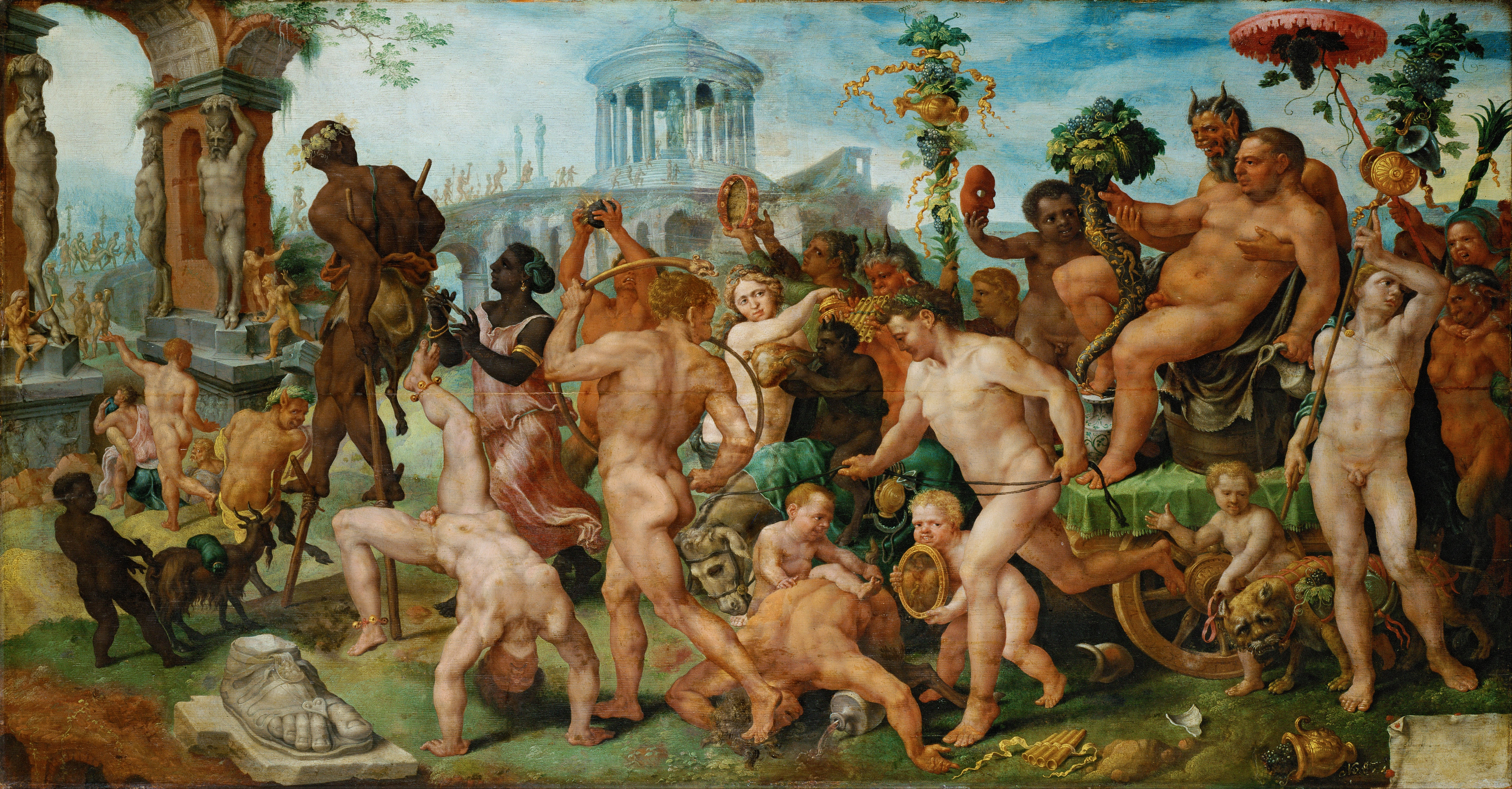
Triumphzug des Bacchus (Heemskerck), um 1536/1537

## Das Motiv in Renaissance und Barock
Diese ambivalente mythologische Allegorie wurde über das Mittelalter hinaus beibehalten.
Triumph der Planetengötter
Unter anderem Francesco del Cossa und Cosmè Tura malten um 1469/1470 im salone dei mesi im Palazzo Schifanoia in Ferrara die Planetengötter als Lenker von Triumphwägen. Später stach Crispin de Passe der Ältere († 1637) wiederum die Planeten als Lenker von Triumphwägen.

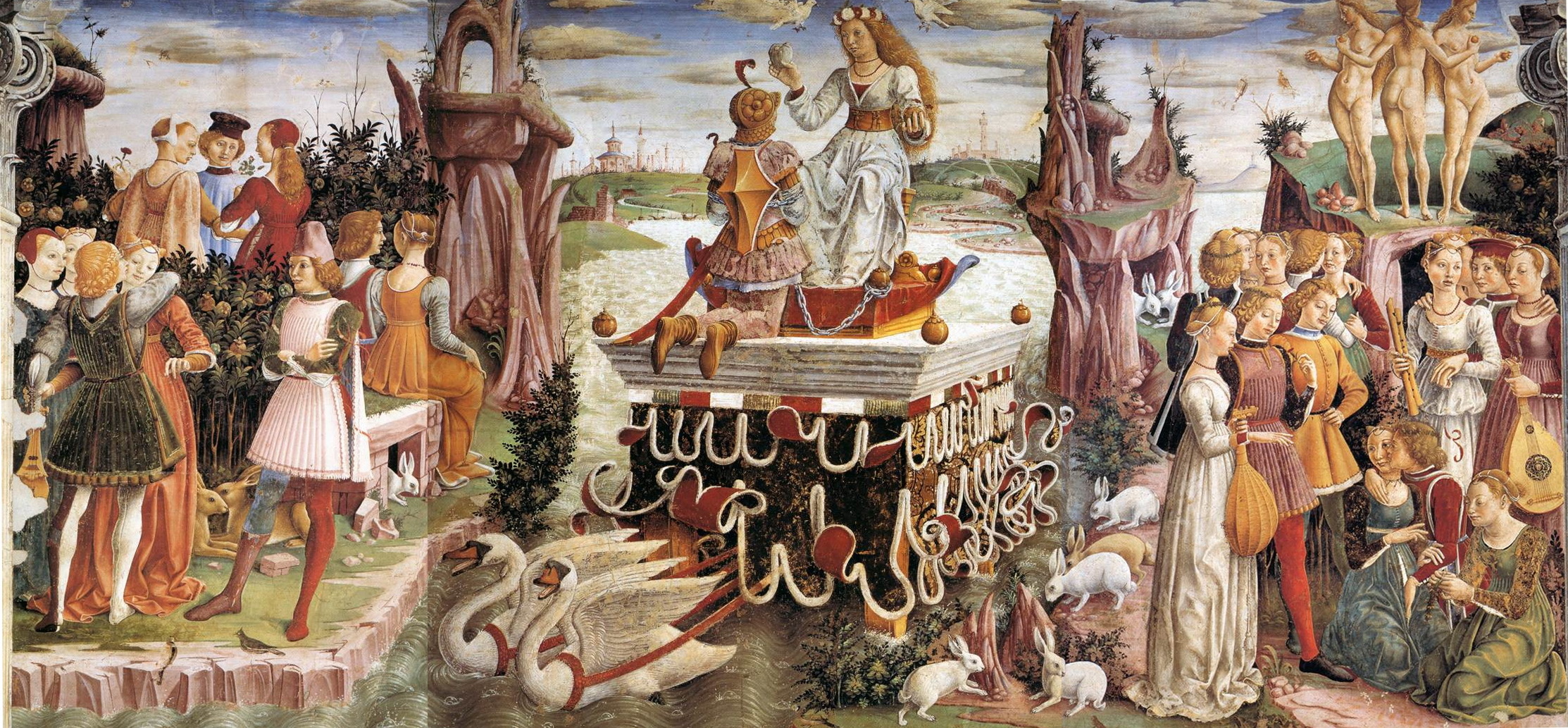
Triumph der Venus von Francesco del Cossa
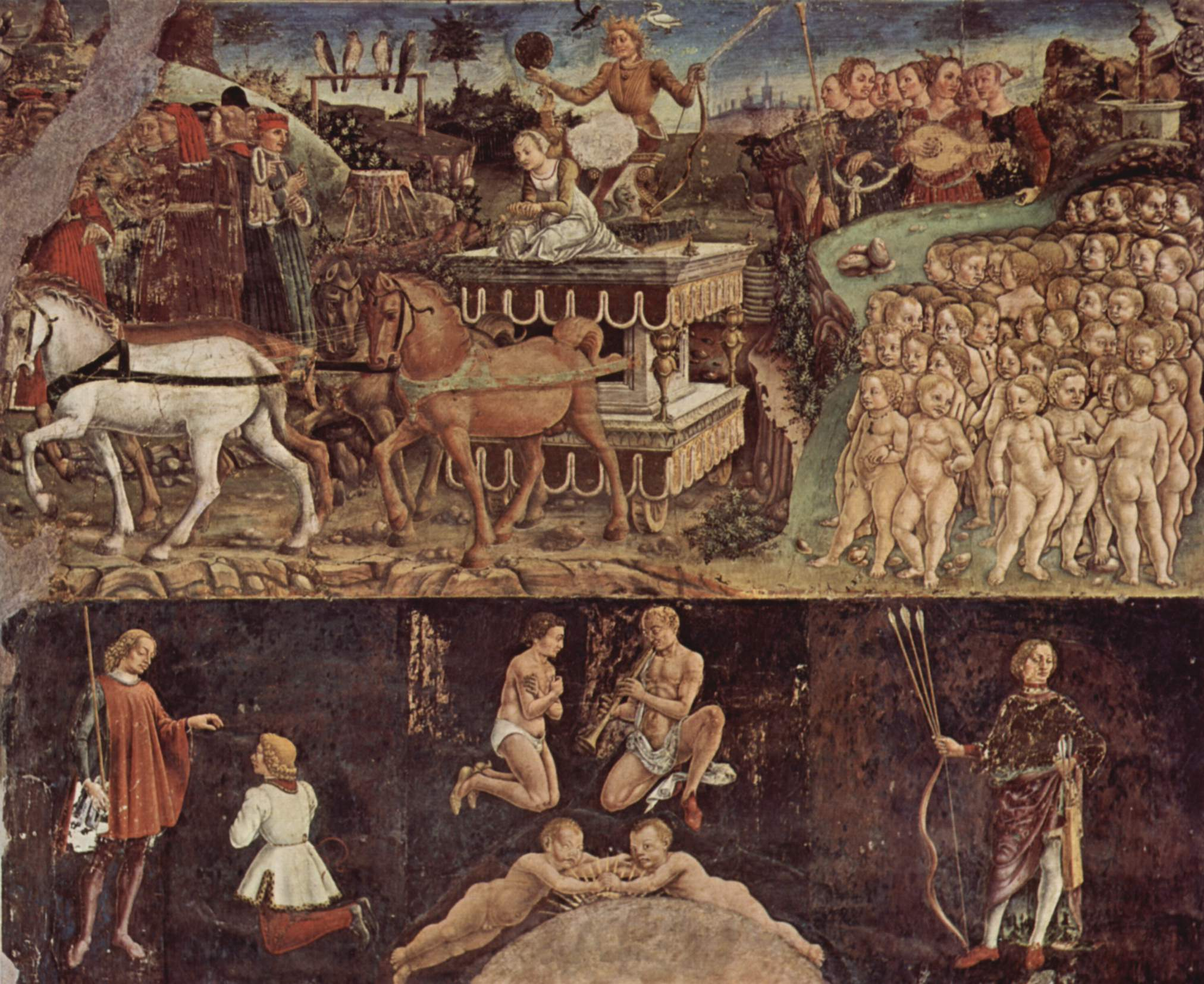
Triumph des Apollon von Francesco del Cossa
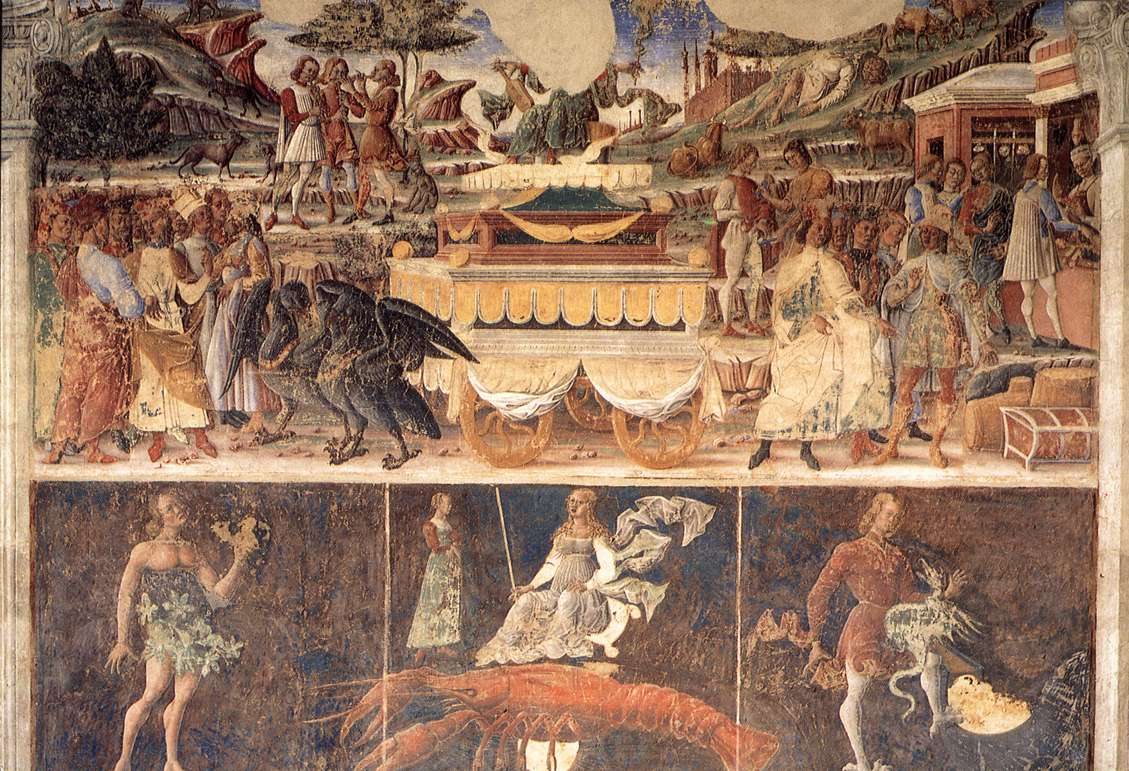
Triumph des Merkur, wohl von Cosmè Tura

Das Motiv bei Albrecht Dürer
Albrecht Dürer († 1528) malte mehrere Triumphwägen für Kaiser Maximilian I. († 1519), zuletzt den Großen Triumphwagen von 1518 Dürer kennt aber auch schon die rein allegorische Verwendung des Motivs.

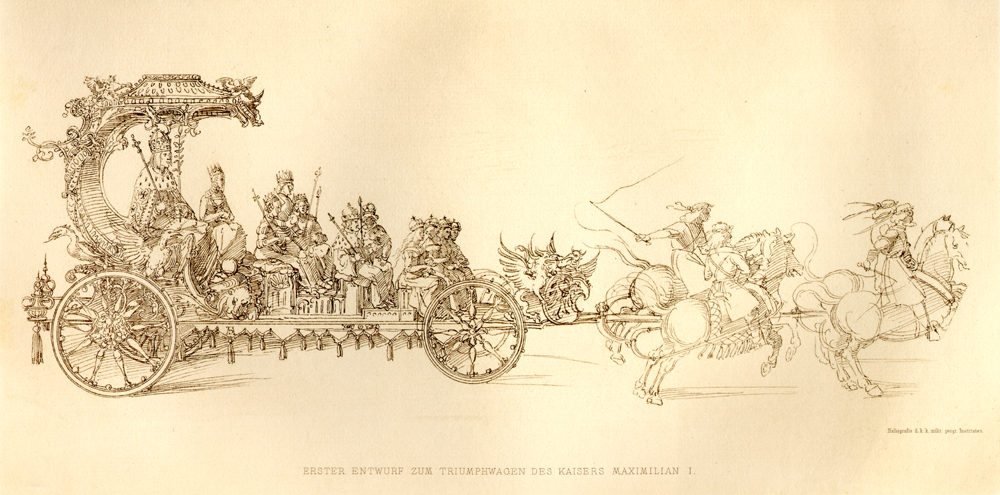
Erster Entwurf eines Kleinen Triumphwagens für Kaiser Maximilian I. (Burgundische Hochzeit), um 1515
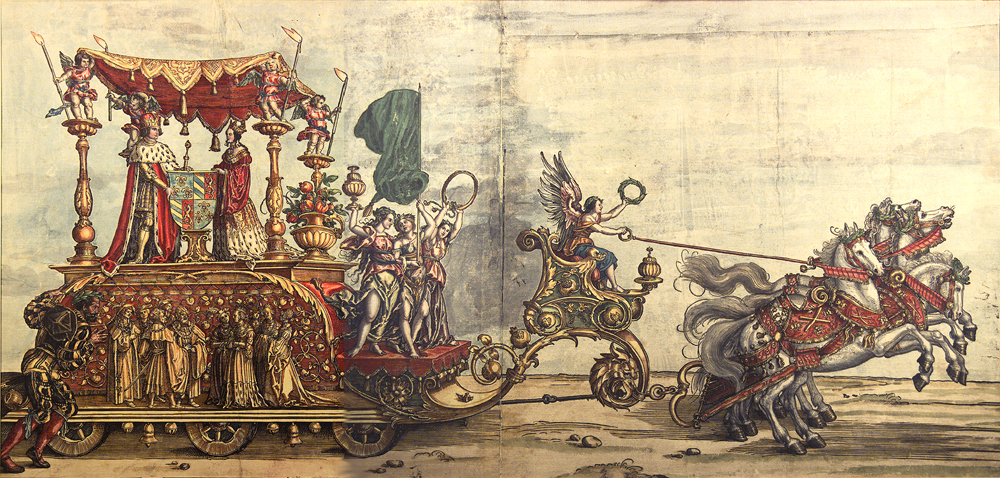
Kolorierte Fassung eines Kleinen Triumphwagens für Kaiser Maximilian I. (Burgundische Hochzeit)

Reuchlin und Pythagoras auf dem Triumphwagen

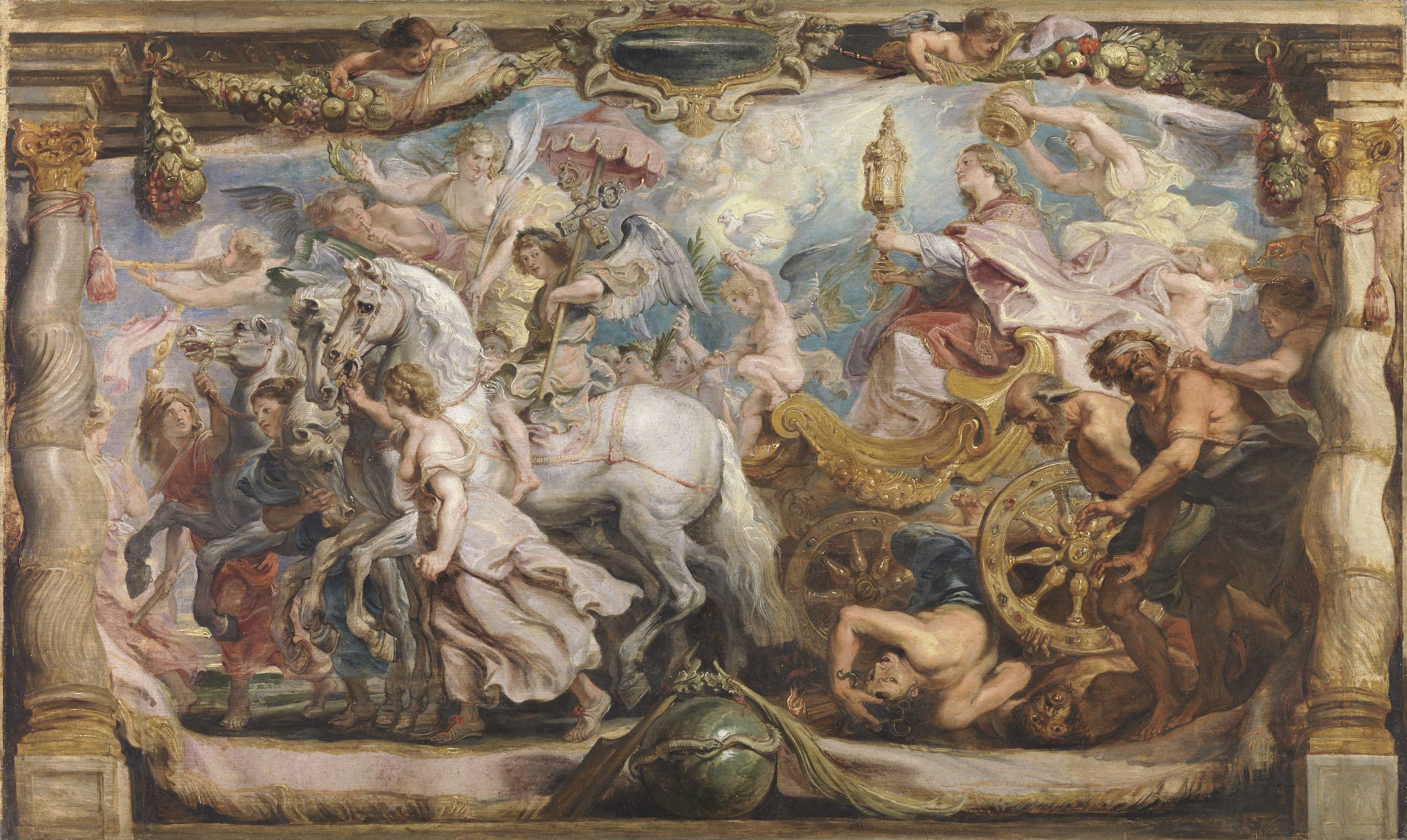
Rubens:Triumph der Kirche über den Götzendienst

Auf einem Holzschnitt zu Huttens Schrift "Triumphus Doc. Reuchlini" (1519) ist der Pforzheimer Humanist Johannes Reuchlin (1455–1522) auf dem Lebenswagen dargestellt. 1540 wurde auf einer Randleiste eines fliegenden Blattes mit Melanchthons Lobgedicht auf Wittenberg der "Triumphwagen des Pythagoras" gemalt.
Die Triumphwägen der Elemente
Der flämische Künstler Anton Wierix stach Mitte des 16. Jahrhunderts Triumphwägen der Elemente Erde, Luft, Wasser und Feuer.
Der Triumphwagen des Antimon von Basilius Valentinus
Und Basilius Valentinus schrieb Anfang des 17. Jahrhunderts einen alchemistischen Klassiker mit dem Titel "Der Triumphwagen des Antimon", der bildlich von den Planetenkräften gezogen wird.
Der Triumph der Kirche bei Peter Paul Rubens
1626 malte Peter Paul Rubens sein bekanntes Bild Triumph der Kirche über den Götzendienst und verwendet dabei das Motiv des Triumphwagens.